# リトル (映画)
『リトル』（原題:Little）は2019年に公開されたのコメディ映画である。監督はティナ・ゴードン・キスム、主演はレジーナ・ホールとマーサイ・マーティンが務めた。なお、マーティンは当時14歳で本作の製作総指揮にクレジットされたが、これはハリウッド史上最年少記録である。
本作は日本で劇場公開されなかったが、2021年11月1日よりNetflixにて配信される。

## ストーリー
子供の頃、ジョーダン・サンダースはいじめられっ子であったが、大人になった今、彼女はいじめっ子のような振る舞いをしていた。サンダースはIT企業の経営者であったが、部下を人間扱いしておらず、駒のように扱っていた。そんなある日、サンダースは道端で少年（スティーヴィー）と口論になり、いつものような調子で相手を罵倒した。スティーヴィーが心の中で「あいつが子供だったら言い負かせたのに」と思ったところ、サンダースは13歳の頃の自分に戻ってしまった。その結果、サンダースはかつて通っていた中学校に再び通う羽目になった。サンダースは元の姿に戻るべく、部下のエイプリルに協力を求めた。
サンダースはまたしてもいじめに遭ったが、今回は3人の同級生（アイザック、デヴォン、レイナ）と仲良くなることができた。その頃、エイプリルは職場の統率に苦労していた。部下を恐怖で支配していたサンダースがいなくなった途端、社員の緊張感が一気に緩んでしまったのである。さらに悪いことに、その情報を聞きつけた会社の上客、コナーはライバル会社に乗り換えると言い出した。サンダースはエイプリルの不甲斐なさを責め立てたが、堪忍袋の緒が切れたエイプリルはサンダースに今までの不満をぶちまけ、その勢いで会社を辞めてしまった。
事ここに至り、サンダースは自分の人格に問題があったことを悟り、それを修正しようとしたが、どうすれば修正できるのか分からなかった。そんな彼女の導きの糸となったのは、3人の同級生であった。

## キャスト
※括弧内は日本語吹替。
- レジーナ・ホール（林真里花） - ジョーダン・サンダース
  - マーサイ・マーティン（保村真） - 13歳の頃のジョーダン・サンダース（ふしだりほ）
- イッサ・レイ（鷄冠井美智子） - エイプリル・ウィリアムズ
- ジャスティン・ハートリー（小林親弘） - ゲイリー・マーシャル
- トーン・ベル（中川慶一） - プレストン
- レイチェル・ドラッチ（今泉葉子） - 児童相談員ベア
- マイキー・デイ - コナー
- クリストファー・マーティン（四宮豪） - ジョーダンの父
- ノリー・ヴィクトリア（野々山恵梨） - ジョーダンの母
- タライア・トラン（宇山玲加） - ライナ
- JD・マクラリー（池田朋子） - アイザック
- マーク・ホーズ（近松孝丞） - スコット
- タッカー・ミーク（橘あんり） - デヴォン
- タリア・トラン - レイナ
- マーレイ・テイラー（いなば菜月） - スティーヴィー
- エヴァ・カールトン（北原沙弥香） - カレン・グリーン/ジャスミン
- ルーク・ジェームズ（林勇） - トレヴァー
- ケイラ・ペルティエ - ベッカ
- カウサール・ムハンマド（川﨑芽衣子） - パーカー夫人
- ケイレブ・エメリー（藤原聖侑） - ヴィンス
- ヴィンス・ピサーニ（片山公輔） - ハン校長
- ケニー・ウェイマック（江越彬紀） - 警備員
- キャロン・ライリー（時永ヨウ） - トニー
- トレイシー・エリス・ロス（藤原由希美） - 携帯の声
- トレイシー・エリス・ロス（泊明日菜） - ホームガール

日本語版制作スタッフ　演出：三井瑠美、翻訳：野中まさ子、音響：宮澤二郎、制作：IYUNO-SDI GROUP／IYUNO STUDIOS

## 製作
2014年、人気シットコム『Black-ish』のメインキャストだったマーサイ・マーティン（当時10歳）は同作のクリエイター、ケニヤ・バリスに本作のアイデアを持ち込んだ。それは『ビッグ』（1988年）にインスピレーションを得たものだった。2018年5月2日、イッサ・レイが本作に出演することになったとの報道があった。28日、レジーナ・ホールがキャスト入りした。 6月、本作の主要撮影がジョージア州アトランタで始まった。

## マーケティング・興行収入
2019年1月9日、本作のオフィシャル・トレイラーが公開された。
本作は『ミッシング・リンク 英国紳士と秘密の相棒』、『アフター』、『ヘルボーイ』と同じ週に封切られ、公開初週末に1600万ドル前後を稼ぎ出すと予想されていたが、この予想は的中した。2019年4月12日、本作は全米2667館で公開され、公開初週末に1540万ドルを稼ぎ出し、週末興行収入ランキング初登場2位となった。本作の初動成績が人気漫画の映画化作品である『ヘルボーイ』のそれを上回ったことは関係者に衝撃を与えた。

## 評価
本作に対する批評家からの評価は平凡なものに留まっている。映画批評集積サイトのRotten Tomatoesには123件のレビューがあり、批評家支持率は46%、平均点は10点満点で4.93点となっている。サイト側による批評家の見解の要約は「残念なことに、出来映えに斑がある。しかし、肉体の入れ替わりというありふれたネタに上手な捻りを加えているのは確かである。『リトル』はビッグなハートと才能豊かで、かつ相性ぴったりな俳優陣を見事に活用したストーリーのお陰で、質が高められた。」となっている。また、Metacriticには36件のレビューがあり、加重平均値は49/100となっている。なお、本作のCinemaScoreはB+となっている。